# Persephonaster roulei
Persephonaster roulei is een kamster uit de familie Astropectinidae.
De wetenschappelijke naam van de soort werd in 1909 gepubliceerd door René Koehler.